# Poecilippe stictica
Poecilippe stictica är en skalbaggsart som beskrevs av Bates 1874. Poecilippe stictica ingår i släktet Poecilippe och familjen långhorningar. Inga underarter finns listade i Catalogue of Life.